# Aldeanueva de la Serrezuela
Aldeanueva de la Serrezuela é um município da Espanha na província de Segóvia, comunidade autónoma de Castela e Leão, de área 20,26 km² com população de 54 habitantes (2004) e densidade populacional de 2,67 hab/km².

## Demografia
| Variação demográfica do município entre 1991 e 2004 | Variação demográfica do município entre 1991 e 2004 | Variação demográfica do município entre 1991 e 2004 | Variação demográfica do município entre 1991 e 2004 |
| --------------------------------------------------- | --------------------------------------------------- | --------------------------------------------------- | --------------------------------------------------- |
| 1991                                                | 1996                                                | 2001                                                | 2004                                                |
| 55                                                  | 59                                                  | 41                                                  | 54                                                  |